# Powiat Klagenfurt-Land
Powiat Klagenfurt-Land (niem. Bezirk Klagenfurt-Land) – powiat w Austrii, w kraju związkowym Karyntia. Siedziba powiatu znajduje się w mieście statutarnym Klagenfurt am Wörthersee, które do powiatu jednak nie należy.

## Geografia
Cały powiat leży w Południowych Alpach Wapiennych, w Karwankach. Większość jego obszaru znajduje się w Kotlinie Klagenfurckiej, przez którą przepływa Drawa.
Powiat Klagenfurt-Land graniczy z następującymi powiatami: na północnym zachodzie Feldkirchen, na zachodzie Villach-Land, na wschodzie Völkermarkt, na północnym wschodzie Sankt Veit an der Glan, powiat otacza również miasto Klagenfurt am Wörthersee. Południowa granica jest granicą Austrii ze Słowenią, znajduje się na niej jedno drogowe przejście graniczne Loibltunnel-Ljubelj.

## Podział administracyjny
Powiat podzielony jest na 19 gmin, w tym jedną gminą miejską (Stadt), osiem gmin targowych (Marktgemeinde) oraz dziesięć gmin wiejskich (Gemeinde).
| Miasta 1. Ferlach (7340) Gminy targowe 1. Ebenthal in Kärnten (8140) 2. Feistritz im Rosental (2539) 3. Grafenstein (3069) 4. Magdalensberg (3655) 5. Maria Saal (4011) 6. Moosburg (4550) 7. Poggersdorf (3277) 8. Schiefling am Wörthersee (2706) | Gminy 1. Keutschach am See (2440) 2. Köttmannsdorf (3136) 3. Krumpendorf am Wörthersee (3488) 4. Ludmannsdorf (1798) 5. Maria Rain (2683) 6. Maria Wörth (1626) 7. Pörtschach am Wörther See (2937) 8. St. Margareten im Rosental (1089) 1. Techelsberg am Wörther See (2274) 2. Zell (583) |
| (stan liczby mieszkańców 1 stycznia 2023) | |